# Trevor Immelman
Trevor John Immelman, född 16 december 1979 i Kapstaden, är en sydafrikansk golfspelare. 
Immelman började att spela golf då han var fem år gammal. Han blev professionell 1999 och 2000 spelade han huvudsakligen på andratouren i Europa, Challenge Tour, där han slutade på tionde plats på Order of Merit. Han blev fullvärdig medlem på PGA European Tour 2001 och har placerat sig bland de 20 bästa i penningligan tre gånger. Han har tre segrar på Europatouren och 2004 blev han den förste spelare som vann South African Open två år i rad sedan Gary Players segrar under 1970-talet.
2003 vann han WGC-World Cup för Sydafrika i sällskap med Rory Sabbatini. 2005 ingick han i det internationella lag som förlorade Presidents Cup. Han har spelat allt mer på PGA Tour efter att ha fått en tvåårig dispens för 2006 och 2007 tack vare att han deltog i Presidents Cup. 2006 vann han sin första tävling på PGA-touren i Cialis Western Open, vilket innebar att han hamnade bland de 15 bästa på golfens världsranking. Han placerade sig bland de tio bästa i PGA-tourens penningliga 2006 och utnämndes där samma år till årets nykomling. Han vann penningligan på Sunshine Tour säsongen 2002-2003.
Han vann majortävlingen The Masters Tournament 2008 med tre slag före tvåan Tiger Woods.

## Meriter

### Majorsegrar
- 2008 The Masters Tournament

### Professionella segrar
- 2000 Vodacom Players Championship (Sunshine Tour), Tusker Kenyan Open (Challenge Tour)
- 2003 South African Open (European Tour och Sunshine Tour), Dimension Data Pro-Am (Sunshine Tour), WGC-World Cup (i lag med Rory Sabbatini)
- 2004 South African Open (European Tour och Sunshine Tour), Deutsche Bank - SAP Open TPC of Europe (European Tour)
- 2006 Cialis Western Open (PGA Tour)

### Lagtävlingar
- Eisenhower Trophy 1998
- World Cup 2003 (segrare), 2004
- Presidents Cup 2005